# Arricaveiro
Os arricaveiros (grafia alternativa arrocovas ou arrocava) eram camponeses ou milicianos rústicos que eram recrutados ou contratados pelo exército português, durante a primeira dinastia, para prestar auxílio, geralmente sem combater. 

## Etimologia
Sendo certo que se consegue rastrear a origem etimológica do termo «arricaveiro» ao árabe Ar-ricab, há alguns autores que consideram que se tratará em vez de uma corruptela de «arrecoveiro», termo que diz respeito à recova ou recovagem, isto é, o antigo ofício medieval dos recoveiros, que eram assalariados contratados para transportar pessoas e mercadorias em bestas de carga, as chamadas «récuas».

## Funções
Os arricaveiros geralmente cumpriam funções como «recoveiros», isto é faziam a chamada «recovagem», que era o transporte, em caravanas de animais de carga, de materiais, mantimentos e implementos bélicos, acompanhando os exércitos que os tinham recrutado ou contratado.
Outras funções prestadas amiúde pelos arricaveiros era a de auxiliar na construção de fortificações e defesas, por exemplo nos arraiais militares.
A isto acresce, ainda, que do reinado de D. Afonso Henriques ao reinado de D. João I, era comum empregar os arricaveiros como esculcas, isto é, como vigias nocturnos, fosse sobre os muros e cárcovas das muralhas, fosse em torres de meia-cana, nos arrabaldes das fortificações ou mesmo como guardas avançados, nos próprios arraiais militares.